# Flagge des Nordischen Rates

Flagge des Nordischen Rates

Flagge der Kalmarer Union, früheres Symbol des Nordischen Rates

Die Flagge des Nordischen Rates repräsentiert die offizielle Zusammenarbeit der Nordischen Länder.
Die von dem finnischen Künstler Kyösti Varis entworfene Flagge wurde 1984 unter verschiedenen Entwürfen ausgewählt und im März 1985 auf einer Sitzung des Nordischen Rates in Reykjavík erstmals eingesetzt.
Auf weißem Grund befindet sich in der Mitte die abstrakte Darstellung eines weißen Schwans auf einem kreisrunden marineblauen Feld. Empfohlen wird gemäß dem Pantone Matching System der Farbton Pantone Reflex Blue C, wobei bei Bedarf auch andere marineblauen Töne oder schwarz benutzt werden dürfen. Der Schwan steht für das gleichnamige Sternbild Schwan, das auch als das Kreuz des Nordens bezeichnet wird. Die acht Schwungfedern repräsentieren die Mitglieder: fünf Staaten Dänemark, Finnland, Island, Norwegen, Schweden und drei autonome Gebiete Åland, Färöer und Grönland.
Vor der Einführung der Flagge demonstrierte der Nordische Rat durch die Flagge der Kalmarer Union, eine Vereinigung der skandinavischen Königreiche im 14. bis 16. Jahrhundert, die traditionelle Verbundenheit der nordischen Länder.
Neben der Flagge des Nordischen Rates werden die Nationalflaggen der Mitglieder, meist skandinavische Kreuzflaggen, verwendet.